# 相模原市立淵野辺小学校
相模原市立淵野辺小学校（さがみはらしりつ ふちのべしょうがっこう）は、神奈川県相模原市中央区淵野辺四丁目にある公立小学校。横浜線淵野辺駅北口より徒歩5分、横浜線矢部駅北口より徒歩10分。相模原市立大野北小学校、相模原市立大野北中学校が隣接する。

## 沿革
- 1942年（昭和17年）5月 - 大野国民学校より独立し、相模原町立大野第2国民学校として開校。
- 1947年（昭和22年）4月 - 学制改革により、相模原町立大野第二小学校と改称。
- 1948年（昭和23年）12月 - PTA創立総会。
- 1952年（昭和27年）11月 - 創立10周年記念式挙行、成人運動会を行う。
- 1953年（昭和28年）5月 - 中央小学校により、学区一部変更。
- 1954年（昭和29年）11月20日 - 相模原町の市制施行により、相模原市立大野第二小学校と改称
- 1956年（昭和31年）6月 - 完全給食開始（3学年～6学年）。
- 1957年（昭和32年）
  - 4月 - 校歌制定。
  - 7月 - 相模原市立淵野辺小学校と改称。
- 1962年（昭和37年）5月 - プール完成。
- 1963年（昭和38年）4月 - 特殊学級開設。
- 1967年（昭和42年）10月 - 校旗制定。
- 1969年（昭和44年）4月 - 共和小学校開校により、学区一部変更。
- 1972年（昭和47年）
  - 3月 - 体育館完成。
  - 5月 - 創立30周年記念式挙行、岩石国造成。
- 1975年（昭和50年）
  - 3月 - 防音校舎二期工事により、鉄筋校舎3階建て完成。
  - 4月 - 大野北小学校開校により、学区一部変更。
- 1978年（昭和53年）4月 - 学区編成により、山王地区から通う児童118名を大野北小学校へ転校。
- 1980年（昭和55年）4月 - 学区再編成により、鹿沼台1丁目・2丁目から通う児童187名を共和小学校へ転校。
- 1982年（昭和57年）
  - 3月 - プール循環装置完成。
  - 4月 - 淵野辺東小学校開校により、学区一部変更。
- 1983年（昭和58年）10月 - 校舎改装工事完了。
- 1986年（昭和61年）
  - 4月 - フロンティアスクール研究校指定。
  - 11月 - 視聴覚(PC室)45台のコンピュータ設置。CAI実験授業を開始。
- 1988年（昭和63年）2月 - 飼育小屋新築工事完成、1棟非常口(階段)設置工事完成。
- 1991年（平成3年）9月 - A棟(1棟)校舎改修工事完了。
- 1992年（平成4年）
  - 6月 - B棟(2棟)校舎改修工事完了。
  - 11月 - 創立50周年記念式典・祝賀会挙行。郷土歴史資料館「ふるさとの館」・資料館展示物一式・しんじゅの池を造り、タイムカプセルを埋め、八重桜を植える。
- 1993年（平成5年）10月 - C棟(3棟)改修工事完了。
- 1994年（平成6年）11月 - D棟(4棟)校舎改修工事完了。
- 1996年（平成8年）4月 - 飼育舎「アニマルランド」完成。
- 2002年（平成14年）4月 - 新教育課程・学校完全週5日制実施。
- 2003年（平成15年）11月 - 体育館改修工事完了。
- 2004年（平成16年）4月 - 教育調理業務民間委託移行。
- 2005年（平成17年）3月 - A棟2階2教室改修工事完了及びふるさとの家(資料室)移設完成。
- 2007年（平成19年）3月 - 給食室建て替え工事完了。
- 2009年（平成21年）4月 - 児童クラブ新設。
- 2010年（平成22年）1月 - 地デジ対応テレビ設置。
- 2011年（平成23年）
  - 8月 - PC教室改修、ノート型PCへの移行。
  - 10月 - スーパー給食実施。
- 2012年（平成24年）11月 - タイムカプセル開示（創立50周年埋設）。
- 2016年（平成28年）6月 - 給食開始60周年記念行事「どすこい給食」実施。
- 2017年（平成29年）10月 - 理科・算数科におけるプログラミング教育の開始。

## 通学区域
- 相模原市中央区[1]
  - 淵野辺1丁目（全域）
  - 淵野辺2丁目（5番(11号〜62号)・6番）
  - 淵野辺3丁目（全域）
  - 淵野辺4丁目（1番〜9番・11番〜39番）
  - 淵野辺5丁目（1番〜9番・10番(13号〜19号)）
  - 淵野辺本町3丁目（1番〜28番・37番〜40番）
  - 淵野辺本町4丁目（12番・13番）
  - 淵野辺本町5丁目（1番〜3番・44番）
  - 矢部新町（全域）

## 進学中学校
- 相模原市中央区[2]
  - 相模原市立大野北中学校

## 周辺
- 相模原市立大野北中学校
- 相模原市立大野北小学校
- 淵野辺郵便局
- 幸町児童館
- 相模原警察署淵野辺独身寮

## アクセス
- 神奈川中央交通「淵22」・「淵23」・「淵24」（土曜朝1往復のみ）・「淵30」・「淵65」・「淵67」・「町17」・「町29」・「鶴37」（平日朝1往復のみ）の各系統で、「淵野辺郵便局前」バス停から、徒歩約145m・約2分。
- JR横浜線淵野辺駅（北口）から、
  - 徒歩約600m・約10分。
  - 上述の路線バスで1分、下車後徒歩。